# ديفيد فاغان
ديفيد فاغان (بالإنجليزية: David Fagan)‏ هو لاعب كرة قدم ومدرب كرة قدم بريطاني، ولد في 13 مارس 1938. لعب مع نادي ألبيون روفرز ونادي دمبرتون ونادي سانت ميرين.